# Boyarka
Boyarka (em ucraniano:  Боярка) é uma cidade da Ucrânia, situada no Oblast de Kiev. Tem 13 km² de área e sua população em 2020 foi estimada em 35.376 habitantes.